# 작은도르콥시스
작은도르콥시스 또는 작은숲왈라비(Dorcopsulus vanheurni)는 캥거루과에 속하는 유대류의 일종이다. 인도네시아 서파푸아와 파푸아뉴기니 안쪽의 산악 지역에서 발견된다. 자연 서식지는 아열대 또는 열대 기후 지역의 건조림이다. 국제 자연 보전 연맹(IUCN)은 "취약근접종"(NT, near threatened species)으로 평가해 오고 있지만 덜 흔한 종이다.

## 분포 및 서식지
작은도르콥시스는 뉴기니 섬들의 토착종으로 해발 고도 800~3100m 높이의 중부 산악 지대 구릉지대와 고지 서식지에서 서식한다. 슈레더 산맥과 훈스타인 산맥 그리고 토리첼리 산맥에서 발견되곤 했지만 현재는 발견되지 않으며, 아델베르트 산맥에서도 더 이상 발견되지 않는 것으로 추정하고 있다. 자연 서식지는 일차림과 이차림 모두와 숲 습지이며, 냇가 근처에서 발견되기도 한다. 각 개체가 활동하는 행동권 범위는 1 헥타르부터 1.5 헥타르 사이이다.